# 阿姆哈拉文維基百科
阿姆哈拉文維基百科是網路百科全書維基百科的阿姆哈拉文版本，由維基媒體基金會運行，成立於2002年12月，截至2021年9月，包含14,972篇條目。

## 外部連結
- 阿姆哈拉文維基百科 （页面存档备份，存于）